# Günter Bierbrauer
Günter Bierbrauer (* 1941) ist ein deutscher Sozialpsychologe.

## Leben
Nach der Promotion an der Stanford University bei Lee Ross folgten Lehr- und Forschungsaufenthalte an mehreren deutschen und ausländischen Universitäten unter anderem an der Universität Fribourg, Schweiz (Rechtswissenschaftliche Fakultät), Bergen und Trondheim, Norwegen, Berkeley, USA, Warschau, Polen, Universität Luzern (Rechtswissenschaftliche Fakultät). Seine Lehr- und Forschungsschwerpunkte bezogen sich auf Sozialpsychologie, Rechtspsychologie, Interkulturelle Psychologie sowie Verhandlungspsychologie und Konfliktmanagement.
Bierbrauer war von 1977 bis 2006 Professor für Psychologie an der Universität Osnabrück, daneben ständiger Gastprofessor für Rechtspsychologie an der juristischen Fakultät der Universität Luzern. Bierbrauer war unter anderem Gründungsmitglied des „Instituts für Migrationsforschung und Interkulturelle Studien“, des „Graduiertenkollegs Integrative Kompetenzen und Wohlbefinden“ der Universität Osnabrück. Er war ferner wissenschaftlicher Koordinator des „Projektverbundes Friedens- und Konfliktforschung“ in Niedersachsen. Er veröffentlichte Werke über Gerechtigkeit und Konfliktregulation, Migration und Multikulturalismus.

## Schriften

### Autor
Aufsätze
- Interkulturelles Verhandeln. In: Fritjof Haft, Katharina von Schlieffen: Handbuch Mediation. 2. Aufl. C.H. Beck, München 2009, ISBN 978-3-406-57398-9, S. 433–455.
- Culture, conflict, and death. In: The Peace and Conflict Review, Bd. 1 (2006), ISSN 1659-3995.
- Why did he do it? Attribution of obedience and the phenom-enon of dispositional bias. In: European Journal of Social Psychology, Bd. 9 (1979), S. 67–84, ISSN 0046-2772.
- zusammen mit Lee Ross, Susan Hoffmann: The role of attribution processes in conformity and dissent. Revisiting the Asch situation. In: American Psychologist, Bd. 31 (1976), S. 148–157, ISSN 0003-066X

Monographien
- Sozialpsychologie Grundriss der Psychologie; Bd. 15, 2. Aufl. Verlag W. Kohlhammer, Stuttgart 2005, ISBN 3-17-018213-7.
- zusammen mit Edgar W. Klinger: SAS-D. Skala zur Messung sozialer Axiome (Dok.-Nr. 4137). In: Zentrum für Psychologische Information und Dokumentation (ZPID) (Hrsg.): PSYTKOM. Datenbank psychologischer Testverfahren (Online-Datenbank). DIMDI, Köln 2000.

### Herausgeber
- Verfahrensgerechtigkeit. Rechtspsychologische Forschungsbeiträge für die Justizpraxis. Verlag Otto Schmidt, Köln 1995, ISBN 3-504-06111-1.
- Philip Zimbardo, Craig Haney, W. Curtis Banks: The Stanford Prison Experiment. A simulation study of the psychology of imprisonment. University Press, Stanford, Calif. 1999 (Nachdr. d. Ausg. Stanford 1971). 
  - zusammen mit John M. Steiner: Das Stanford-Gefängnisexperiment. Eine Simulationsstudie über die Sozialpsychologie der Haft. 3. Aufl. Santiago Verlag, Goch 2005, ISBN 3-9806468-1-5 (mit einer DVD; Nachdr. d. Ausg. Goch 1983).